# 이주성 (기업인)
이주성(1978년 8월 11일~)은 대한민국의 기업인이다. 대한민국의 철강 기업인 세아제강지주의의 사장 겸 최고 경영자이자 회사의 최대 주주이다.